# Psammomoya ephedroides
Psammomoya ephedroides är en benvedsväxtart som beskrevs av Friedrich Ludwig Diels och Loes. Psammomoya ephedroides ingår i släktet Psammomoya och familjen Celastraceae. Inga underarter finns listade.